# Rishikesh
Rishikesh (dewanagari: ऋषिकेश, trb.: ryszikeś) – miasto w północnych Indiach w stanie Uttarakhand, na pogórzu Himalajów Małych, nad Gangesem.
Populacja miasta w 2001 roku wynosiła 75 020 mieszkańców.

## Etymologia
Nazwa pochodzi od sanskryckiego przydomka Wisznu, Hryszikeś (हृषीकेश). Znaczenie nazwy Rishikesh (trb. ryszikeś) tłumaczone jest też jako miejsce, gdzie medytowali starożytni mędrcy czyli ryszi.

## Znaczenie
Dla wyznawców hinduizmu święte miasto i ważne centrum pielgrzymkowe, początek trasy pielgrzymkowej Ćar dham. Bliźniacze miasto  Haridwaru.

## Obiekty kultu
- Shri Purnanda Yogashram (tzw. Lakszmandźula Aśram) – aśram adźapajogi położony w lewobrzeżnej części miejscowości Rishikesh zwanej Lakshman Jhula – 30°07′22″N 78°19′48″E/30,122778 78,330000[4][5][6].